# سد بسطورة
سد باستورة كان يفترض تنفيذه منذ عام 2005 وكان من ضمن خطط مسبقة ولكن مع الأسف تم تأجيله عدة مرات وهو مشروع كهرومائي هدفة تخزين المياه و توليد الطاقة الكهربائية وايضا تساعد في ارواء الأراضي الزراعية . ولكن تم تأجيله لسنوات مما أدى لهدر المياه الذي كان يفترض تعتبر مخزنة من حينها والطاقة الكهربائية التي كان تعتبر عوائد للحكومات من جهة وتخزين المياه من جهة أخرى. ناهيك عن الاستثمار في مناطق السدود التي تعود بارباح مالية تعتبر ضمن الموارد المهمه. 
اختيرت هذه المنطقة لأنها كونها محاطة جبال طبيعيه يمكن تعتبر كجسم تخزين ومساعد في عمل السدود 
سد باستورا أو سد غوما سبان هو سد الجاذبية الذي يُبنى حاليًا على نهر باستورا في غوما سبان جورج، بالقرب من جوميزبان، في محافظة أربيل، العراق. تقع على بعد حوالي 30 كـم (19 ميل) شمال شرق أربيل.

## المعرض

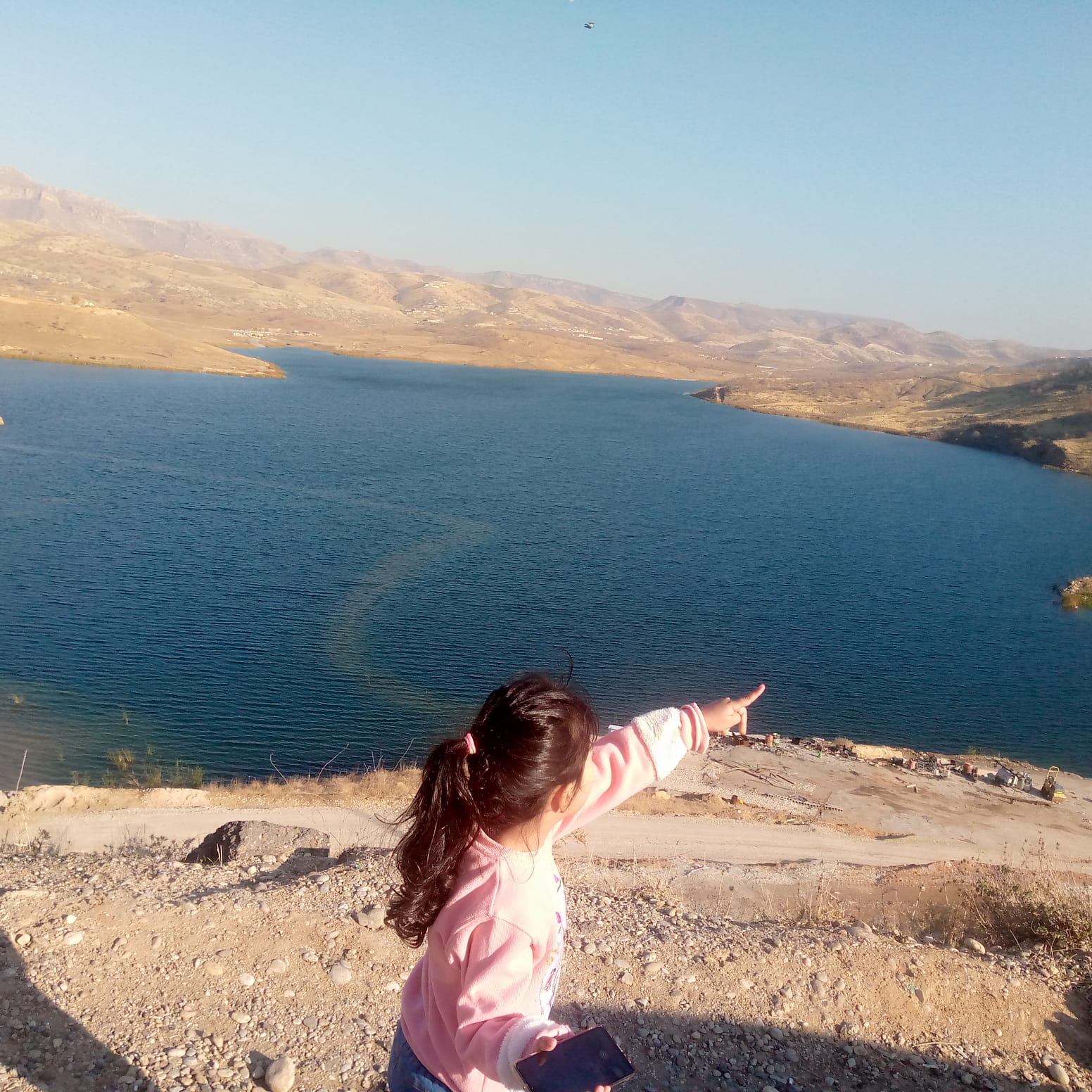
سد غوما سبان
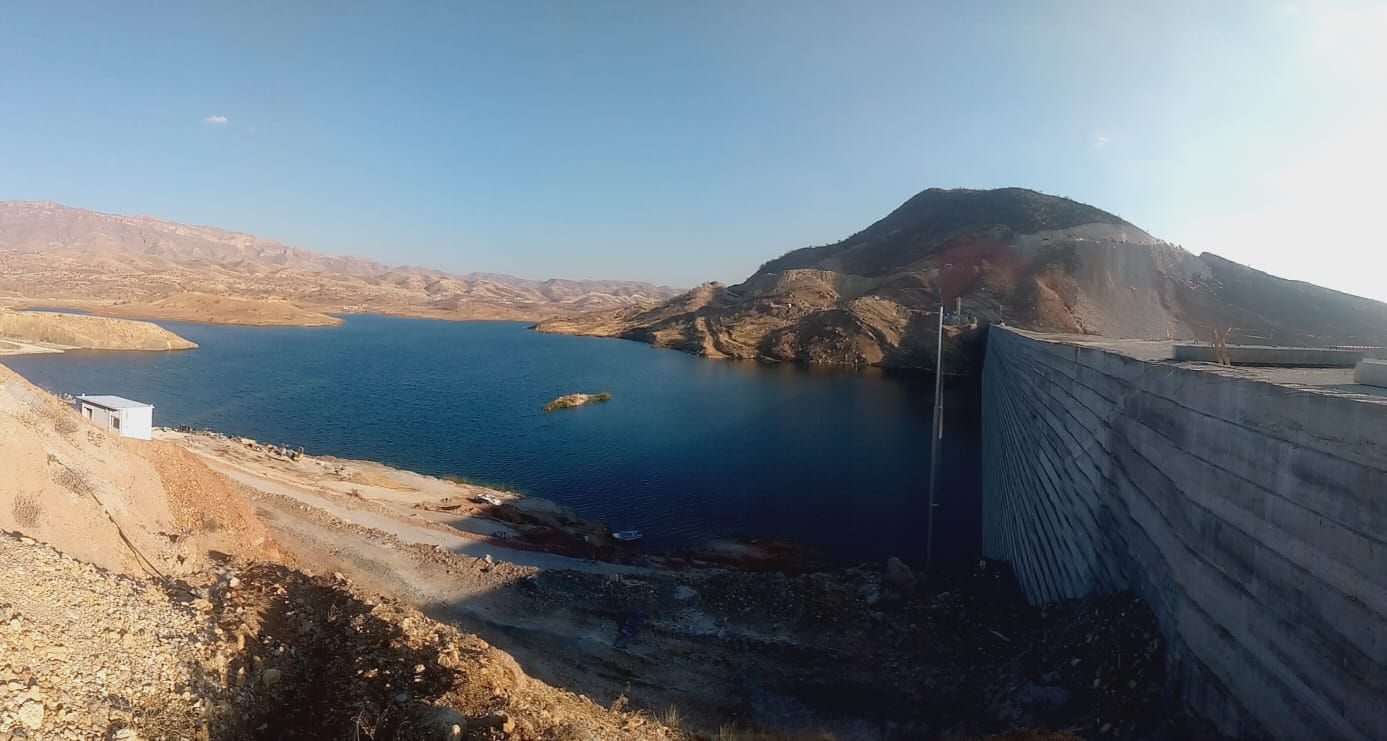
سد غوما سبان
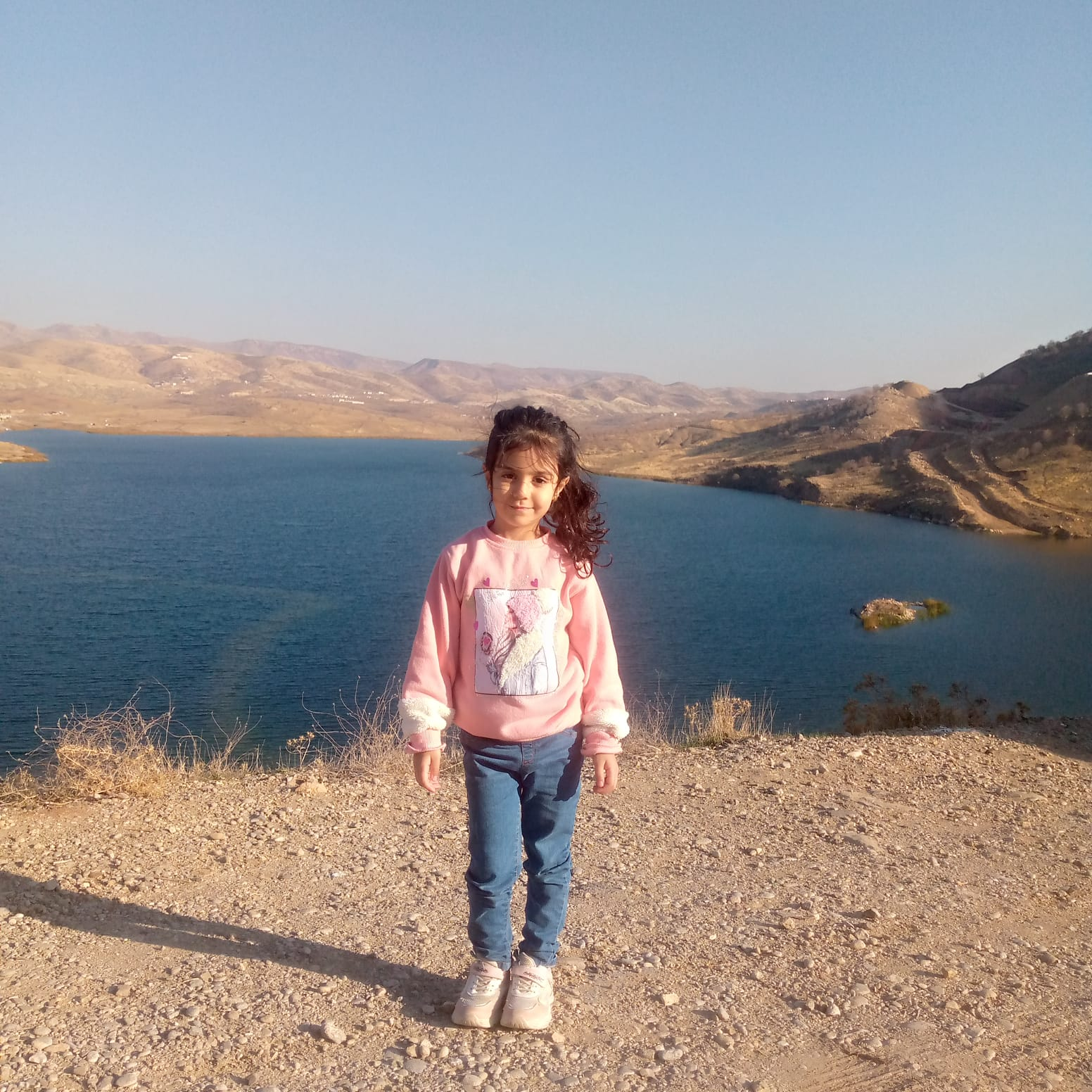
سد غوما سبان